# Cooler Than Me
Cooler Than Me es el primer sencillo del cantante estadounidense Mike Posner. Fue lanzado el 16 de abril de 2010 como el sencillo principal de su álbum de estudio 31 Minutes to Takeoff (2010). Llegó al número 6 en el Billboard Hot 100 y alcanzó el número uno en el Billboard Hot Dance Airplay en su edición del 31 de julio de 2010. El instrumental fue producido por Gigamesh. Otra versión, titulada "Gigamesh Remix", fue lanzada en octubre de 2009 en el mixtape One Foot Out the Door de Mike Posner. La versión original incluye al rapero estadounidense Big Sean. La canción fue producida y diseñada por Gigamesh y Klepto de Larceny Entertainment. Posteriormente se eliminaron en el sencillo.